# 卡尔·李卜克内西和罗莎·卢森堡谋杀案

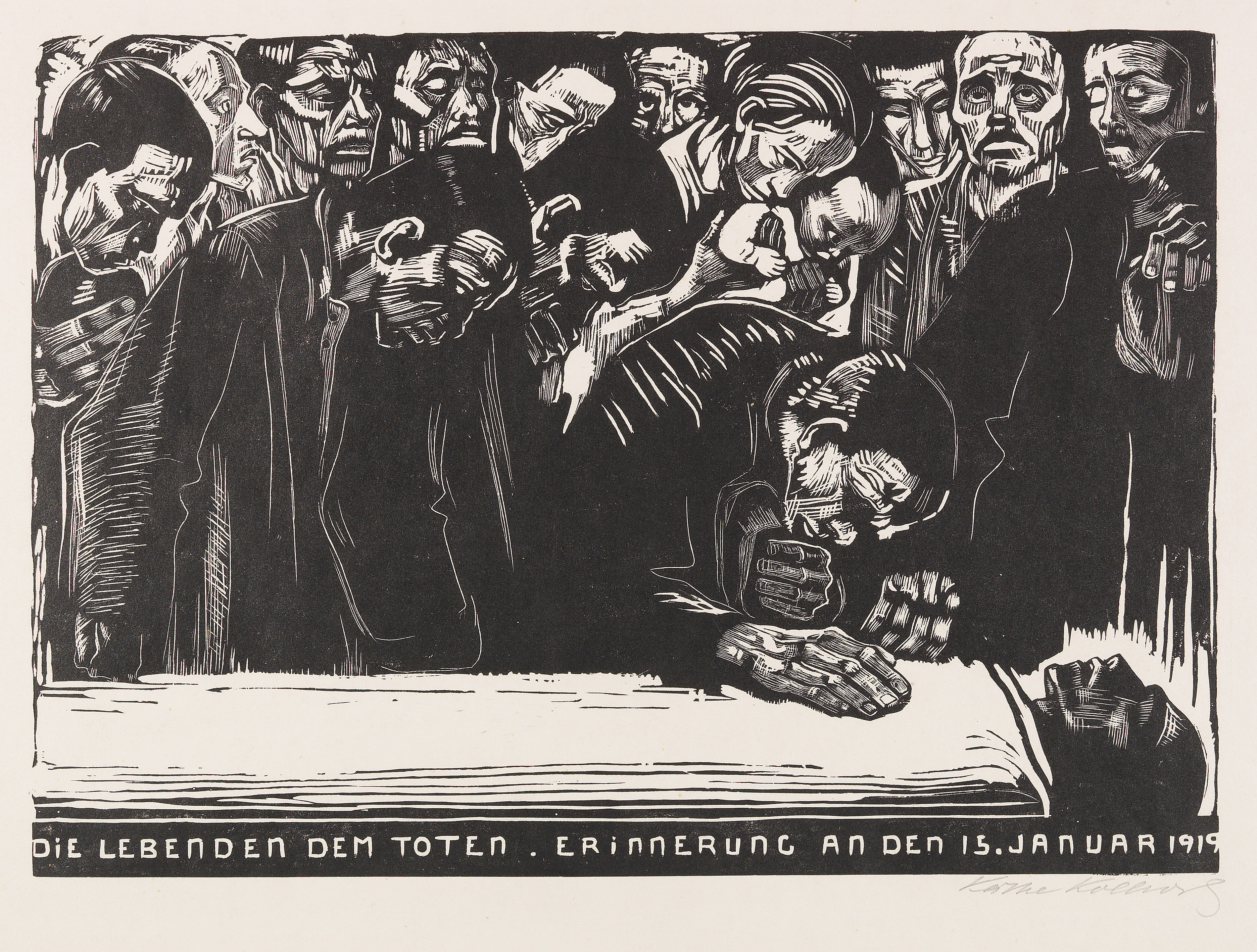
凯绥·珂勒惠支为卡尔·李卜克内西制作的纪念画，1920年

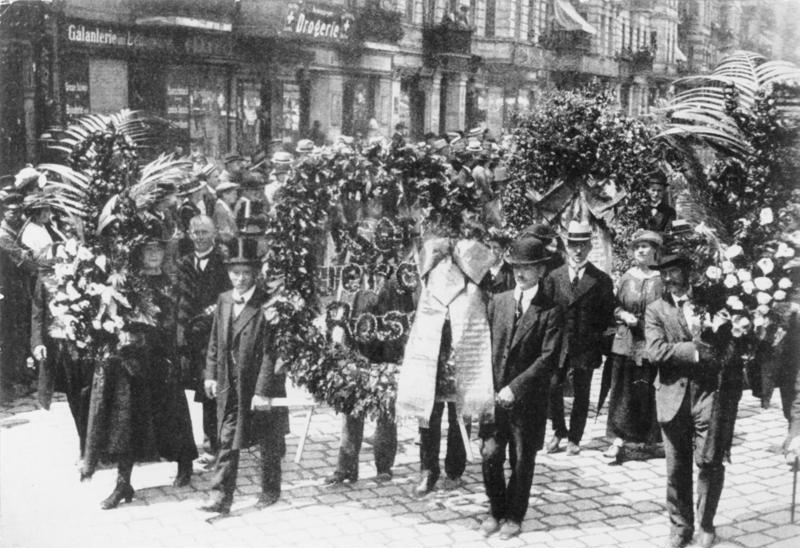
罗莎·卢森堡安葬时悼念游行队伍的前列

卡尔·李卜克内西和罗莎·卢森堡谋杀案（德語：Morde an Karl Liebknecht und Rosa Luxemburg）发生于1919年1月15日斯巴达克同盟起义遭镇压期间。卡尔·李卜克内西和罗莎·卢森堡是刚成立的德国共产党的主要领导人，遭到近卫骑兵步枪师中的右翼反革命士兵的法外处决。
魏瑪共和國法庭仅象征性地对杀人凶手判处刑罚：猎兵奥托·伦格判两年监禁，剥夺四年民事权利，从军队中开除；押送李卜克内西和卢森堡的负责人库尔特·福格尔判28个月监禁。
由于德国共产党和德国独立社会民主党认为德国社会民主党领导的政府，尤其是国防部长古斯塔夫·诺斯克，应对这起谋杀负连带责任，这个魏玛共和国初期的政治谋杀事件导致左翼力量的长期分裂，而这种分裂又成为1933年魏玛共和国灭亡的重要原因之一。